# Vasco Live Kom '014
Il Vasco Live Kom '014 è stata una tournée del cantautore italiano Vasco Rossi.
È iniziato il 25 giugno 2014 e si è concluso il 10 luglio successivo, per un totale di 7 concerti.
Il tour ha fatto registrare un totale di 397.208 spettatori presenti.

## Le date
| Data           | Città  | Stato  | Luogo           | Spettatori |
| -------------- | ------ | ------ | --------------- | ---------- |
| 25 giugno 2014 | Roma   | Italia | Stadio Olimpico | 55.955     |
| 26 giugno 2014 | Roma   | Italia | Stadio Olimpico | 55.563     |
| 30 giugno 2014 | Roma   | Italia | Stadio Olimpico | 56.498     |
| Totale         |        |        |                 | 168.016    |
| 4 luglio 2014  | Milano | Italia | Stadio San Siro | 58.437     |
| 5 luglio 2014  | Milano | Italia | Stadio San Siro | 59.436     |
| 9 luglio 2014  | Milano | Italia | Stadio San Siro | 51.888     |
| 10 luglio 2014 | Milano | Italia | Stadio San Siro | 59.431     |
| Totale         |        |        |                 | 229.162    |

## La band
Pochi mesi prima di questo tour Maurizio Solieri interrompe la sua storica collaborazione con Vasco, pertanto alla chitarra ritmica subentra Vince Pastano.
Anche la batteria vede entrare un nuovo musicista, ovvero lo statunitense Will Hunt, che porterà Vasco e soci verso un suono più potente e aggressivo, come aveva annunciato lo stesso Vasco poco prima del tour.
La formazione live è dunque composta da questi elementi:
- Vince Pastano - chitarra
- Stef Burns - chitarra
- Claudio Golinelli - basso
- Will Hunt - batteria
- Andrea Innesto - Sassofono, cori
- Frank Nemola - tromba, cori, computer
- Alberto Rocchetti - tastiere
- Clara Moroni - cori

## La scaletta
1. Intro 2014
2. Gli spari sopra
3. ...Muoviti !
4. Qui si fa la storia
5. La fine del millennio
6. Vivere
7. Cambia-menti
8. La strega (la diva del sabato sera)
9. Come stai
10. Manifesto futurista della nuova umanità
11. Interludio 2014
12. Dannate nuvole
13. Vivere non è facile
14. Sballi ravvicinati del terzo tipo
15. C'è che dice no
16. Stupendo
17. Un senso
18. Medley: Cosa vuoi da me/Gioca con me/Delusa/Mi si escludeva/Asilo Republic
19. Rewind
20. Siamo soli
21. Liberi liberi
22. Senza parole
23. Sally
24. Siamo solo noi
25. Vita spericolata
26. Albachiara